# Guoutelesjaure (Tärna socken, Lappland, 728923-145455)
Guoutelesjaure är en sjö i Storumans kommun i Lappland och ingår i Umeälvens huvudavrinningsområde. Sjön har en area på 0,713 kvadratkilometer och ligger 831,3 meter över havet. Sjön avvattnas av vattendraget Storbäcken.

## Delavrinningsområde
Guoutelesjaure ingår i det delavrinningsområde (728982-145559) som SMHI kallar för Ovan 729044-146075. Medelhöjden är 770 meter över havet och ytan är 12,42 kvadratkilometer. Det finns inga avrinningsområden uppströms utan avrinningsområdet är högsta punkten. Storbäcken som avvattnar avrinningsområdet har biflödesordning 3, vilket innebär att vattnet flödar genom totalt 3 vattendrag innan det når havet efter 403 kilometer. Avrinningsområdet består mestadels av skog (21 procent) och kalfjäll (73 procent). Avrinningsområdet har 0,8 kvadratkilometer vattenytor vilket ger det en sjöprocent på 6,4 procent.